# Herate (província)

A cidade de Herate, capital da província, em 2009.

Herate ou Hirate (em persa: هرات, transl. Herāt) é uma província do Afeganistão. Sua capital é a cidade de Herate. É uma das trinta e quatro províncias do Afeganistão, localizada na parte noroeste do país. Juntamente com as províncias de Badghis, Farah e Ghor, compõe a região noroeste do Afeganistão. . A província de Herate é dividida em cerca de 17 distritos e contém mais de 2 000 aldeias. Tem uma população de cerca de 3 780 000 habitantes, tornando-se a segunda província mais populosa do Afeganistão, atrás da província de Cabul.  A população é multiétnica, mas em grande parte de língua persa. Herate remonta aos tempos avésticos e era tradicionalmente conhecida por seu vinho. A cidade tem uma série de locais históricos, incluindo a Cidadela de Herate e o Complexo Musala. Durante a Idade Média, Herate tornou-se uma das importantes cidades do Coração, como era conhecida como a Pérola do Coração.
A província de Herate compartilha uma fronteira com o Irã no oeste e o Turcomenistão no norte, tornando-se uma importante região comercial. Espera-se que o gasoduto Trans-Afeganistão (TAPI) passe por Herate do Turquemenistão para o Paquistão e a Índia, no sul. A província tem dois aeroportos, um é o Aeroporto Internacional de Herate, na capital Herate e o outro está na Base Aérea de Xindande, que é uma das maiores bases militares do Afeganistão. A Barragem de Salma, que é alimentada pelo rio Hari, também está localizada nesta província.

## História
A região de Herate foi historicamente parte do Grande Coração, que foi sucessivamente controlado pelos Taíridas, seguidos pelos Safáridas, Samânidas, Gasnévidas, Gúridas, Ilcanos, Timúridas, Safávidas, Hotaquis, |Afexáridas, Durranis, Cajáridas até se tornar parte do estado moderno do Afeganistão.
Durante o século XIX, os britânicos chegaram do sul do Afeganistão como parte do "Grande Jogo" e apoiaram os afegãos durante um cerco persa e uma captura da cidade, a primeira em 1838, e a segunda em 1856, a fim de evitar que a influência persa ou russa chegasse mais fundo no sul da Ásia, e também, mais importante, para proteger a colônia britânica na Índia como parte do Grande Jogo. A situação na província permaneceu tranquila e sem intercorrências até a invasão soviética do Afeganistão em 1979.
A província viu uma série de batalhas durante a guerra soviética da década de 1980, e permaneceu uma área ativa de guerra de guerrilha durante todo o tempo, com o comandante mujahideen local Ismail Khan liderando a resistência contra o governo afegão apoiado pelos soviéticos. Isso continuou até que a União Soviética retirou todas as suas forças em 1989.
Quando os soviéticos se retiraram do Afeganistão, Ismail Khan tornou-se o governador da província, uma posição que manteve até que as forças talibãs do sul assumiram o controle da província em 1995. Após a derrubada do Talibã e o estabelecimento do governo Karzai no final de 2001, liderado por Hamid Karzai, Ismail Khan mais uma vez se tornou governador de Herate.
Ismail Khan tornou-se uma figura de controvérsia quando a mídia começou a relatar que ele estava tentando restringir a liberdade do povo, e que ele estava se tornando mais um governante independente como um senhor da guerra. Ele perdeu um filho Mirwais Sadiq em 2004 durante uma luta com forças de outros senhores da guerra. Em resposta a isso, o governo central começou a se expandir para a província com as recém-treinadas Forças de Segurança Nacional Afegãs. Ismail Khan foi obrigado a deixar seu cargo para se tornar ministro e viver em Cabul.
Após 2005, a Força Internacional de Assistência à Segurança (ISAF) estabeleceu uma presença na área para ajudar a ajudar o governo afegão. Foi liderado pela Itália. Uma Equipe Multinacional de Reconstrução Provincial (PRT) também foi criada para ajudar a população local da província. Os Estados Unidos estabeleceram um consulado em Herate, treinaram as forças de segurança afegãs e construíram escolas e clínicas.[carece de fontes?]
Herate foi uma das primeiras sete áreas que fizeram a transição da responsabilidade de segurança da OTAN para o Afeganistão. Em 21 de julho de 2011, as forças de segurança afegãs assumiram a responsabilidade de segurança da OTAN. Na ocasião, o ministro da Defesa Wardak disse à plateia que "esta é a nossa responsabilidade nacional de assumir a nossa segurança e defender o nosso país".
Em 2023, Herate foi fortemente impactada por dois grandes terremotos, um dos quais foi de magnitude 6,3, e o outro um tremor secundário. Juntos, os terremotos mataram mais de 2 000 pessoas e feriram outras milhares na província. Foi considerado o pior terremoto do Afeganistão desde 1998.